# Sin-Eribam
Sin-Eribam va ser el desè rei de Larsa. Va governar només dos anys, probablement del 1778 aC al 1776 aC, succeint Sin-Iddinam, amb el que no se sap quina relació hi tenia.
No es coneixen dades del seu regnat. Probablement va conservar sota el seu poder, encara que amb dificultats, les ciutats d'Ur i Nippur.